# Троян (город)
Троя́н (болг. Троян) — город в Ловечской области Болгарии, в 160 км к востоку от Софии, население около 21 тысяч человек.

## География
Лежит к югу от Ловеча, на реке Бели-Осым, левом притоке реки Осым, у северного подножья гор Стара-Планина, в 30 км от Троянского перевала, имеющего высоту 1523 м и ведущего к Карлово. Город расположен на высоте 400 м над уровнем моря. Отсюда идут автомобильные дороги на Ловеч, Тетевен и Севлиево.

## История
Основан в 1868 году близ древнеримской крепости Состра, заложенной в 147 году н. э. при императоре Антонине Пие на реке Осым при римской Траяновой дороге (лат. Via Traiana), построенной при императоре Траяне через Троянский перевал. Вплоть до Второй мировой войны оставался небольшим провинциальным городом.
В 1948 году соединён с железнодорожной веткой Ловеч — Левски — Свиштов. В этом же году в городе был построен и введён в эксплуатацию завод «Машстрой», первой выпущенной продукцией предприятия стало оборудование для подвесной дороги, однако в дальнейшем специализацией завода стало производство деревообрабатывающего оборудования (в частности, здесь были выпущены первая в истории Болгарии моторная пила, первая дробилка для измельчения древесных отходов, а впоследствии освоено серийное производство пилорам).

## Динамика численности населения
| Год  | Население |
| ---- | --------- |
| 1985 | 26 181    |
| 1992 | 25 104    |
| 2000 | 24 063    |
| 2005 | 22 464    |
| 2010 | 21 997    |

## Достопримечательности
Неподалёку от города расположен Троянский монастырь Успения Пресвятой Богородицы, основанный в начале XVII века и сыгравший важную роль в болгарском восстании 1876 года.

## Известные жители
В Трояне родился известный болгарский футболист Мартин Кушев, выступавший за несколько российских клубов.
Помимо Кушева, в этом городе родился ещё один спортсмен: член сборной Болгарии по биатлону Владимир Илиев.
Так же родом из Трояна известный музыкант Иван Шопов.

## Политическая ситуация
Кмет (мэр) общины Троян —  Донка Михайлова (Болгарская социалистическая партия) по результатам выборов в правление общины.